# Antenne 1 Neckarburg Rock & Pop
antenne 1 Neckarburg Rock & Pop (ehemals: Radio Neckarburg, auch: RNB) ist ein privater Lokalsender in Baden-Württemberg mit Sitz in Rottweil (Landkreis Rottweil). Offizielles Sendegebiet ist die Region Schwarzwald-Baar-Heuberg mit den Landkreisen Rottweil, Schwarzwald-Baar und Tuttlingen. Darüber hinaus ist der Sender in Teilen von Zollernalb, Freudenstadt, Ortenau und Breisgau-Hochschwarzwald zu empfangen. Geschäftsführerin ist Gwendolin Gundlach, die Programmleitung hat Klaus Winter. Programmformat ist Oldie-Based-AC. 

## Geschichte
Offizieller Sendestart von „Radio Neckarburg“ war am 1. Dezember 1990. Anfangs sendete Radio Neckarburg nur zwischen 16 und 21 Uhr und lediglich auf einer Frequenz, mit der nur wenige Orte im Großraum Rottweil erreicht werden konnten. Der Name bezieht sich auf die Burgruine der ehemaligen Neckarburg. Einige Zeit lieferte das frühere Stadtradio Stuttgart ein Rahmenprogramm; nachdem dieses aber das Musikprogramm radikal geändert hatte, sah man sich bei Radio Neckarburg veranlasst, das eigene Programm (Ende der Neunziger) nach und nach auf 24 Stunden pro Tag auszudehnen.
Als Radio Neckarburg 1992 den Zuschlag für die Frequenz in Villingen-Schwenningen erhielt, entbrannte ein Konkurrenzkampf mit dem unterlegenen Radio 7; der Tuttlinger Landrat Hans Volle bezeichnete das Programm als Zumutung. Dennoch schaffte es Radio Neckarburg, seinen Umsatz von 20.000 DM im Jahr 1991 auf 650.000 DM im Jahr 1995 zu steigern.
Mit dem Beginn der neuen Lizenzierungsperiode 1994 musste der Gründer und damaliger Alleineigentümer Gerd Kieninger weitere Gesellschafter an Radio Neckarburg beteiligen, um das Programm zum Ganztagsprogramm auszubauen. Kieninger blieb allerdings Mehrheitseigentümer und bestimmte somit selbst das Programm.
Ende April 2015 verkaufte der Gründer Gerd Kieninger aus Altersgründen seine Anteile an bestehende und weitere Gesellschafter. Seitdem steht der Sender zu 51 Prozent im Eigentum des Schwarzwälder Boten; die Antenne Radio GmbH & Co. KG, die unter anderem das Programm Antenne 1 veranstaltet, baute ihren Anteil im Zuge dieses Verkaufs aus und hält nun 35 Prozent. Die restlichen 14 Prozent hält weiterhin die Städte-Radio Produktions GmbH, die das frühere Mantelprogramm von Radio Neckarburg zulieferte. Übergangsweise wurde der Sendebetrieb in die Räumlichkeiten des Stuttgarter Pressehauses verlegt. Im Frühjahr 2016 ging dann ein neues Studio in der Rottweiler Innenstadt in Betrieb.
Am 21. Juli 2016 verstarb der Gründer und langjährige Eigentümer Gerd Kieninger mit 63 Jahren.
Am 16. November 2017, wenige Wochen nach Eröffnung des Rottweiler Testturms, veranstaltete der Sender in Zusammenarbeit mit Antenne 1 und dem Schwarzwälder Boten das erste Konzert auf der dortigen Aussichtsplattform. Dort spielte der Künstler Gregor Meyle für ausgewählte Hörer und Gewinner.
Als Folge der programmlichen Umstellungen verzeichnete der Sender jeweils steigende Hörerzahlen. So wurden zur Media-Analyse Audio 2018 II eine Reichweite von 13.000 Hörern in der Durchschnittsstunde und 44.000 tägliche Hörer vermeldet.
Am 20. August 2018 wurde der Sender in „antenne 1 Neckarburg Rock & Pop“ umbenannt. Nach eigener Aussage möchte man den Markennamen des Muttersenders Antenne 1 für sich nutzen, die Programme konträr zueinander aufstellen und in verschiedenen Bereichen noch mehr voneinander profitieren.

## Musik

### Format bis Mai 2015
Die gesendete Musik war vielfältig, da sich Radio Neckarburg nicht an den strengen Vorgaben vieler Formatradios orientierte. Die Zielgruppe gab der Sender mit „30+“ an. Aktuelle Titel aus den Charts waren genauso üblich wie Oldies, Schlager, Country, Rock, Volkstümlicher Schlager und Volksmusik. Dabei gab der Sender auch regionalen Künstlern immer wieder die Möglichkeit, sich zu präsentieren. Das Musikarchiv umfasste mehr als 300.000 Titel, darunter einige Raritäten. Gelegentlich wurden auch Vinyl-Platten abgespielt.

### Format 2015–2018
Im Mai 2015 fand ein Relaunch bei Radio Neckarburg und einige Monate später eine Umbenennung in „das neue radio neckarburg“ statt. Schlager, Country, Volksmusik und Instrumentalmusik wurden aus dem Programm genommen und das Musikformat auf Oldie-Based-AC, einem Subformat von Adult Contemporary umgestellt. Ebenso erhielt der Sender ein komplett neues On-Air-Design. Dieser bereits länger angekündigte Relaunch sollte ursprünglich erst 2016 erfolgen.
Der Sender gab sich in der Folge den Claim „Wir lieben die Hits“ und spielt nun die beliebtesten Pop- und Rock-Songs von den 60ern bis heute.

### Format heute
Mit der Umfirmierung in „antenne 1 Neckarburg Rock & Pop“ spielt der Sender vermehrt Rock und Pop-Titel aus den 70er und 80er Jahren. Das Musikformat ist als Oldies-Based AC zu verstehen. Ein neues On-Air-Design wurde ebenso wie ein neues Logo eingeführt.

## Programm

### Format bis Mai 2015
Der Schwerpunkt im Informationsbereich lag bei der aktuellen Berichterstattung aus der Region, Lokalnachrichten wurden stündlich von 7:00 bis 23:00 Uhr gesendet. Weltnachrichten („Der Kurier der Neckarburg aus weiter Ferne“) gab es um 8:30, 10:30, 12:30, 16:30, 18:30 und 20:30 Uhr und am Wochenende integriert in den Nachrichten zur vollen Stunde. Zwischen 18 und 19 Uhr wurden die Themen des Tages noch einmal zusammengestellt und einige davon besonders ausführlich behandelt.
Im Tagesprogramm wechselten sich Information, Service, Unterhaltung und Musik innerhalb mehrerer Programmstrecken ab (Muntermacher, Buntfunk, Mit Musik nach Hause, …). Im Abendprogramm bot Radio Neckarburg Platz für Talk und Spartensendungen, vom Kirchen- bis zum Jugendmagazin, von der Gesprächsrunde mit lokalen Persönlichkeiten bis hin zu speziellen Musiksendungen. In Ferienzeiten gab es – entsprechend der Nachrichtenlage – nur ein reduziertes Wortangebot.

### Format heute
Im Tagesprogramm gibt es verschiedene Sendungen:
- „Der gute Morgen“ (05:30 bis 09:00 Uhr), live moderiert von Lisa Liebsch[10], Klaus Winter oder Thomas Krebs
- „Rock im Job“ (09:00 bis 14:00 Uhr)
- „Roadshow“ (14:00 bis 18:00 Uhr),
- „Spätschicht“ (18:00 bis 22:00 Uhr)
- „Nachtschicht“ (22:00 bis 06:00 Uhr)

Darüber hinaus ist der Sender Medienpartner verschiedener Sportvereine im Sendegebiet, unter anderem der Schwenninger Wild Wings, des FC08 Villingen oder der Black Forest Panthers.

### Nachrichten
Die Weltnachrichten bezieht antenne 1 Neckarburg Rock & Pop von der dpa. Diese werden stündlich zur vollen Stunde ausgestrahlt. Zwischen 06 Uhr und 19 Uhr strahlt der Sender an Werktagen zur halben Stunde Regionalnachrichten aus. Diese werden moderiert von Thomas Krebs oder Simon Haas.

## Empfang
Der Sender wurde von der Landesanstalt für Kommunikation Baden-Württemberg offiziell als Lokalsender für die gesamte Region zugelassen. Dennoch kann er aus technischen und rechtlichen Gründen im Raum Furtwangen nur eingeschränkt oder gar nicht empfangen werden. Die Oberndorfer Frequenz sorgt dagegen dafür, dass der Sender noch weit in die nördlichen Nachbarlandkreise hinein empfangbar ist. Darüber hinaus ist der Empfang über die Kabel-Knoten Horb, Villingen, Sigmaringen und Singen möglich. Ebenso gibt es einen Internetstream. Per Satellit oder DAB+ wird nicht gesendet.
Bis 11. Mai 2015 wurde über die UKW-Frequenzen kein RDS-Signal ausgestrahlt; bis Juli 2017 lautet es NECKARBG. Aktuell heißt es antenne1 NCKRBURG.
- Bereich Blumberg: UKW 87,9 MHz
- Bereich Rottweil: UKW 93,1 MHz
- Bereich Villingen-Schwenningen: UKW 102,0 MHz
- Bereich Schramberg: UKW 103,7 MHz
- Bereich Oberndorf am Neckar: UKW 104,6 MHz
- Bereich Tuttlingen: UKW 107,6 MHz

## Trivia
Die TV-Moderatorin Lola Weippert absolvierte ab Ende 2015 beim damals noch Radio Neckarburg genannten Lokal-Radiosender ihr Volontariat.